# Holly Hunter
Holly Hunter (Conyers, 20 de março de 1958) é uma atriz norte-americana. Por sua atuação em O Piano (1993), ela ganhou o Oscar, o BAFTA, o Globo de Ouro e o prêmio de melhor atriz no Festival de Cinema de Cannes. Ela também foi indicada ao Oscar de melhor atriz pelo filme Nos Bastidores da Notícia (1987) e ao Oscar de melhor atriz coadjuvante por A Firma (1993) e Aos Treze (2003).
Hunter foi sete vezes indicada ao Prêmio Emmy, vencendo por Roe vs. Wade (1989) e The Positively True Adventures of the Alleged Texas Cheerleader-Murdering Mom (1993). Ela também estrelou a série dramática Saving Grace (2007–10) da TNT. Seus outros papéis no cinema incluem Raising Arizona AArizona Nunca Mais (1987), Sempre (1989), Feriados em Família (1995), Crash: Estranhos Prazeres, E Aí, Meu Irmão, Cadê Você? (2000), Os Incríveis (2004), e sua sequência Os Incríveis 2 (2018), Batman vs Superman: A Origem da Justiça (2016), e Doentes de Amor (2017), que lhe rendeu uma indicação ao SAG Award de melhor atriz codjuvante.

## Biografia

### Juventude
Filha de uma dona-de-casa e de um fazendeiro e comerciante de produtos esportivos, formou-se em teatro na Carnegie Mellon University, em Pittsburgh. Depois, mudou-se para Nova York, onde dividiu quarto com Frances McDormand, ambas aspirantes a atriz. Quando se transferiu para Los Angeles, dividiu uma casa com um grupo que incluía o diretor Sam Raimi, os irmãos Joel e Ethan Coen e a própria McDormand.

### Carreira
O primeiro papel de destaque veio com Arizona Nunca Mais, em 1987. Nesse ano, fez também Nos Bastidores da Notícia, pelo qual foi indicada para o Oscar de melhor atriz — prêmio que viria em 1993, por O Piano, filme para o qual estudou o instrumento para tocar sem dublagem. Ainda em 1993, seria indicada ao Oscar de atriz coadjuvante por A Firma e premiada como Melhor Atriz no Festival de Cannes, também por seu trabalho em O Piano.
Em 2004, nova indicação para o Oscar de melhor atriz coadjuvante, desta vez por Aos Treze; dublou a Mulher-Elástico, do desenho animado Os Incríveis.
Holly também atuou em vários filmes para TV, e conquistou dois prêmios Emmy.
Participa da telessérie policial Saving Grace, no papel de uma investigadora do Departamento de Polícia de Oklahoma.

### Vida pessoal
Por muitos anos, Holly namorou o ator Arliss Howard. Foi casada com o diretor de fotografia Janusz Kaminski, de 1995 a 2001, quando se divorciaram. Desde aquele ano, mantém relacionamento com o ator Gordon McDonald, com quem dividiu palco em By the Bog of Cats em 2001 e na remontagem da peça, em 2004. Em janeiro de 2006, a assessoria de imprensa da atriz anunciou que o casal dera à luz dois garotos gêmeos.

## Filmografia
- Chamas da Morte (1981)
- Nasce uma Cantora, Morre um Sonho (1983, TV)
- Armas e Amores (1984)
- Gosto de Sangue (1984) (voz)
- Arizona Nunca Mais (1987)
- Assassinato na Louisiana (1987, TV)
- Fibra de Heróis (1987)
- Nos Bastidores da Notícia (1987)
- Tudo por uma Ilusão (1989)
- Uma Pesquisa Romântica (1989)
- Always (1989)
- Meu Querido Intruso (1991)
- O Piano (1993)
- A Firma (1993)
- Copycat - A Vida Imita a Morte (1995)
- Feriados em Família (1995)
- Crash - Estranhos Prazeres (1996)
- Por uma Vida Menos Ordinária (1997)
- Volta por Cima (1998)
- O Filho de Jesus (1999)
- Coisas que Você Pode Dizer Só de Olhar para Ela (2000)
- Procura-Se (2000)
- Time Code (2000)
- E Aí, Meu Irmão, Cadê Você? (2000)
- Down from the Mountain (2000) (documentário)
- Festival in Cannes (2001)
- Searching for Debra Winger (2002) (documentário)
- Vida que Segue (2002)
- Rock That Uke (2003) (documentário - narração)
- Levity (2003)
- Thirteen (2003)
- A Agenda Secreta do Meu Namorado (2004)
- Os Incríveis (2004) (voz)
- Nine Lives (2005)
- Quem É Morto Sempre Aparece (2005)
- Frost Flowers (2007)
- My Boy (2007)
- "Batman VS Superman" (2016)
- The Big Sick (2017)
- Os Incríveis 2 (2018) (voz)

## Vida Pessoal
Holly não consegue ouvir com a orelha esquerda devido a um caso de caxumba na infância. Às vezes, a condição leva a complicações no trabalho. Algumas cenas precisam ser alteradas do roteiro para que ela use a orelha direita.
Ela foi casada com Janusz Kamiński, diretor de fotografia da Schindler's List e Saving Private Ryan, de 1995 a 2001.
Hunter está em um relacionamento com o ator britânico Gordon MacDonald desde 2001. Em janeiro de 2006, Hunter deu à luz os gêmeos do casal Claude e Press.

## Prêmios e Indicações

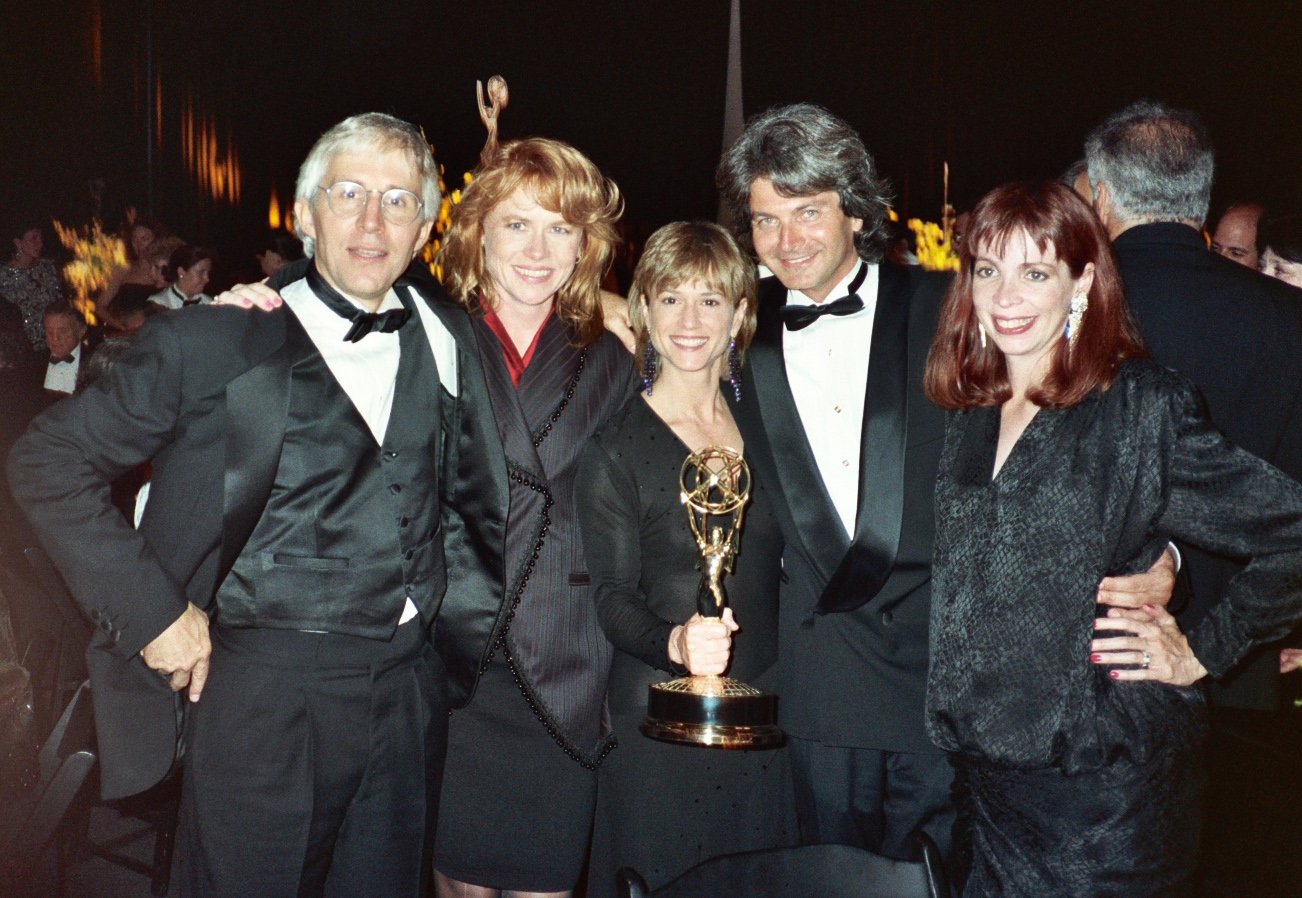
Holly (centro) na entrega do Emmy Award em 1989.

#### Óscar
| Ano  | Categoria                | Indicação      | Notas    |
| ---- | ------------------------ | -------------- | -------- |
| 1988 | Melhor Atriz             | Broadcast News | Indicado |
| 1994 | Melhor Atriz             | The Piano      | Venceu   |
| 1994 | Melhor Atriz Coadjuvante | The Firm       | Indicado |
| 2004 | Melhor Atriz Coadjuvante | Thirteen       | Indicado |

#### Emmy Awards
| Ano  | Categoria                                           | Indicação                                                                     | Notas    |
| ---- | --------------------------------------------------- | ----------------------------------------------------------------------------- | -------- |
| 1989 | Melhor Atriz em Minissérie ou Telefilme             | Roe vs. Wade                                                                  | Venceu   |
| 1993 | Melhor Atriz em Minissérie ou Telefilme             | The Positively True Adventures of the Alleged Texas Cheerleader-Murdering Mom | Venceu   |
| 2000 | Melhor Atriz em Minissérie ou Telefilme             | Harley County War                                                             | Indicado |
| 2001 | Melhor Atriz em Minissérie ou Telefilme             | When Billie Beat Bob                                                          | Indicado |
| 2001 | Melhor Atriz Coadjuvante em Minissérie ou Telefilme | Things You Can Tell Just by Looking at Her                                    | Indicado |
| 2008 | Melhor Atriz em Série Dramática                     | Saving Grace                                                                  | Indicado |
| 2009 | Melhor Atriz em Série Dramática                     | Saving Grace                                                                  | Indicado |

#### Globo de Ouro
| Ano  | Categoria                                   | Indicação                                                                     | Notas    |
| ---- | ------------------------------------------- | ----------------------------------------------------------------------------- | -------- |
| 1988 | Melhor Atriz em Filme de Comédia ou Musical | Broadcast News                                                                | Indicado |
| 1989 | Melhor Atriz em Minissérie ou Telefilme     | Roe vs. Wade                                                                  | Indicado |
| 1994 | Melhor Atriz em Minissérie ou Telefilme     | The Positively True Adventures of the Alleged Texas Cheerleader-Murdering Mom | Indicado |
| 1994 | Melhor Atriz em Filme Dramático             | The Piano                                                                     | Venceu   |
| 2000 | Melhor Atriz em Minissérie ou Telefilme     | Harley County War                                                             | Indicado |
| 2004 | Melhor Atriz Coadjuvante em Cinema          | Thirteen                                                                      | Indicado |
| 2007 | Melhor Atriz em Série Dramática             | Saving Grace                                                                  | Indicado |

#### SAG Awards
| Ano  | Categoria                               | Indicação       | Notas    |
| ---- | --------------------------------------- | --------------- | -------- |
| 2004 | Melhor Atriz Coadjuvante                | Thirteen        | Indicado |
| 2008 | Melhor Atriz em Série Dramática         | Saving Grace    | Indicado |
| 2009 | Melhor Atriz em Série Dramática         | Saving Grace    | Indicado |
| 2010 | Melhor Atriz em Série Dramática         | Saving Grace    | Indicado |
| 2014 | Melhor Atriz em Minissérie ou Telefilme | Top of the Lake | Indicado |
| 2018 | Melhor Atriz Coadjuvante                | The Big Sick    | Indicado |
| 2018 | Melhor Elenco em Cinema                 | The Big Sick    | Indicado |

#### BAFTA
| Ano  | Categoria                | Indicação | Notas    |
| ---- | ------------------------ | --------- | -------- |
| 1994 | Melhor Atriz             | The Piano | Venceu   |
| 1994 | Melhor Atriz Coadjuvante | The Firm  | Indicado |
| 2004 | Melhor Atriz Coadjuvante | Thirteen  | Indicado |

#### Critics' Choice Movie Awards
| Ano  | Categoria                | Indicação    | Notas    |
| ---- | ------------------------ | ------------ | -------- |
| 2004 | Melhor Atriz Coadjuvante | Thirteen     | Indicado |
| 2018 | Melhor Atriz Coadjuvante | The Big Sick | Indicado |